# André Even
André Even (Pont-l'Évêque, 14 gennaio 1926 – Pont-l'Évêque, 10 ottobre 2009) è stato un cestista francese.

## Carriera
Con la Francia ha disputato i Giochi olimpici di Londra 1948, vincendo la medaglia d'argento.